# Кручиани, Паола Тициана
Паола Тициана Кручиани (итал. Paola Tiziana Cruciani; род. 17 октября, 1958 года, Рим, Италия) — итальянская актриса.

## Биография
Кричиани изучала актерское мастерство в «Laboratorio Teatrale», театральной мастерской под руководством Джиджи Пройетти, которую окончила в 1981 году. Между 1981 и 1984 годами была членом комедийного ансамбля «La Zavorra», с которым она принимала участие в нескольких телевизионных варьете.
В 1984 году Кручиани начала работать на сцене как драматург, актриса и режиссер, а в том же году дебютировала в кино в фильме Франческо Лаудадио «Ребенок по заказу». Была замужем в течение нескольких лет за кинорежиссером Паоло Вирдзи, от которого у неё есть дочь Оттавия.
В 1999 году была номинирована на премию Давида ди Донателло за Лучшую женскую роль второго плана в фильме Вирдзи «Baci e abbracci».
В 2020 году она снялась в роли матери Альберто Сорди в телефильме «Permette? Alberto Sordi».